# Киев-60
«Ки́ев-60» и «Ки́ев-60 TTL» — среднеформатные однообъективные зеркальные фотоаппараты, выпускавшиеся на киевском заводе «Арсенал».
Фотоаппарат «Киев-60» сконструирован на основе камеры «Киев-6С» («Киев-6С TTL»), выпускавшейся суммарно с 1971 по 1986 год.
Спусковая кнопка у этих моделей была сделана под левую руку, что вызывало многочисленные нарекания фотографов.
С 1984 года начат выпуск фотоаппаратов «Киев-60 TTL» («Киев-60»), спусковая кнопка была сделана под правую руку.
Фотоаппараты «Киев-60» и «Киев-645» выпускались серийно до 2005 г.

## Технические характеристики
- Фотоаппараты имеют внешний вид и устройство, как и у малоформатных однообъективных зеркальных фотоаппаратов, только с бо́льшими габаритными размерами и массой.
- Корпус литой из алюминиевого сплава, задняя стенка откидывающаяся на петлях.
- Размер кадра 6×6 см, тип применяемого фотоматериала — плёнка типа 120 (12 кадров).
  - В фотоаппарате «Киев-6С» («Киев-6С TTL») могла применяться плёнка типа 220 (24 кадра). На счётчике кадров стоял механический переключатель типа фотоплёнки (тип 120 или 220). В СССР фотоплёнка типа 220 серийно не выпускалась и в продажу не поступала.
- Курковый взвод затвора и перемотки плёнки.
- Затвор шторный, фокальный, с матерчатыми шторками, с диапазоном выдержек от 1/2 до 1/1000 с и «В».
- Автоспуск отсутствует.
- Синхроконтакт «Х». Выдержка синхронизации от 1/30 с и более. Крепление для лампы-вспышки отсутствует.
- Крепление объективов к камере — байонет Б (с накидной гайкой). Байонет Б аналогичен байонету Pentacon Six.
- Репетир диафрагмы на корпусе камеры.
- Штатные объективы с «прыгающей» диафрагмой: «Волна-3Б» (2,8/80) с однослойным просветлением или «МС Волна-3Б» (2,8/80) с многослойным просветлением. Значения диафрагм от 2,8 до 22.
  - С 1990 года все объективы на заводе «Арсенал» выпускаются под брендом «Arsat».
- Видоискатель зеркальный, зеркало опускается при взводе затвора. Съёмная пентапризма или складная светозащитная шахта с лупой.
- Фокусировочный экран видоискателя — линза Френеля с матовым кругом и микрорастром в центре. Поле зрения призменного видоискателя — 49×51,5 мм, шахтного — 53×53 мм.
- Штативное гнездо с резьбой 3/8 дюйма.

## Несопряжённый TTL-экспонометр
Фотоаппараты «Киев-60 TTL» комплектовались съёмным несопряжённым TTL-экспонометром, встроенным в пентапризму.
- Источник питания экспонометра — батарея из трёх дисковых ртутно-цинковых элементов РЦ-53 или трёх дисковых никель-кадмиевых аккумуляторов Д-0,06. Современная замена — элемент РХ-625.
- Имеется выключатель электропитания экспонометра.
- Фотоприёмник — CdS-фоторезистор.
- Диапазон светочувствительности фотоплёнки от 16 до 500 ед. ГОСТ.
- Измеряемый диапазон яркостей от 1,6 до 13000 кд/м2.
- В поле зрения видоискателя видны два светодиода, режим свечения которых свидетельствует о «недодержке», «передержке» или нормальной экспозиции.
- Светоизмерение возможно на любой диафрагме.

### Работа с экспонометром
При установленной светочувствительности фотоплёнки и светосиле объектива следует наблюдать за объектом съёмки и, поворачивая диск выдержек на экспонометре, получить свечение светодиодов в режиме «нормальная экспозиция».
На калькуляторе экспонометра отобразится сочетание выдержка — диафрагма (образуется экспопара) — следует выбрать нужную и вручную установить значения на объективе и камере.

## Комплект поставки в 1980-х годах
- Фотоаппарат с объективом и с TTL-пентапризмой.
- Передняя крышка объектива, задняя крышка объектива.
- Съёмная складная шахта видоискателя.
- Кронштейн для фотовспышки.
- Светофильтры : УФ-1×, ЖЗ-1,4×.
- Бленда, спусковой тросик, крышка на камеру.
- Комплект из двух удлинительных колец толщиной 19 и 48 мм с байонетом Б.
- Ремень, футляр, упаковочная коробка, руководство по эксплуатации.
- Цена фотоаппарата «Киев-60 TTL» в 1989 году составляла 690 рублей.

## Фотоаппараты «Киев-645»
- С 1990-х годов на киевском заводе «Арсенал» выпускается фотоаппарат «Киев-645» с размером кадра 4,5×6 см. Ориентация кадра вертикальная.

## Сменные объективы с байонетом Б
| Объектив    | Иллюстрация | Фокусное расстояние | Относительное отверстие | Угол поля зрения объектива | Применение                  |
| ----------- | ----------- | ------------------- | ----------------------- | -------------------------- | --------------------------- |
| Зодиак-8Б   |             | 30                  | 3,5                     | 180°                       | фишай (рыбий глаз)          |
| Мир-26Б     |             | 45                  | 3,5                     | 83°                        | широкоугольный объектив     |
| Мир-3Б      |             | 65                  | 3,5                     | 66°                        | широкоугольный объектив     |
| Мир-38Б     |             | 65                  | 3,5                     | 66°                        | широкоугольный объектив     |
| Волна-3Б    |             | 80                  | 2,8                     | 44°                        | нормальный объектив         |
| Вега-12Б    |             | 90                  | 2,8                     | 47°                        | нормальный объектив         |
| Вега-28Б    |             | 120                 | 2,8                     | 31°                        | длиннофокусный объектив     |
| Калейнар-3Б |             | 150                 | 2,8                     | 28°                        | длиннофокусный объектив     |
| Юпитер-36Б  |             | 250                 | 3,5                     | 19°                        | длиннофокусный объектив     |
| Таир-33Б    |             | 300                 | 4,5                     | 15°                        | длиннофокусный объектив     |
| ЗМ-3Б       |             | 600                 | 8,0                     | 7,5°                       | зеркально-линзовый объектив |

Примечание: в таблице использовано несколько иллюстраций аналогичных объективов с байонетом В. К сожалению, Википедия не располагает нужными фотографиями.
Рабочий отрезок байонета Б составлял 74,1 мм, с помощью соответствующих адаптеров объективы от камер «Киев-6С» и «Киев-60» могли применяться на большинстве фотоаппаратов с шторным затвором.
Наиболее известны адаптеры к фотоаппаратам с резьбовым соединением M42×1/45,5.
Фотоаппараты «Киев-60» и «Киев-645» до сих пор очень популярны во многих странах мира, их охотно приобретают как начинающие, так и опытные фотолюбители. Примером этому может служить например то, что одна из Киевских частных фирм, приобретает данные фотоаппараты со склада завода "Арсенал", проводит их проверку, донастройку и продаёт под названиями «Arax-60» и «Arax-645».